# Andrew Thomas
Andrew Ken Thomas (Lithonia, Georgia, 22 de enero de 1999) más conocido como Andrew Thomas, es un jugador profesional estadounidense de fútbol americano que se desempeña en la posición de offensive tackle en New York Giants, equipo de la National Football League (NFL).

## Carrera
Fue seleccionado en la primera ronda en la Reunión Anual de Selección de Jugadores de la NFL de 2020. Hizo su debut profesional con el equipo New York Giants, donde lleva jugando cuatro temporadas.